# Liste des souverains de Kakhétie
Ce qui suit est la liste des souverains de Kakhétie. La principauté de Kakhétie (en géorgien : კახეთი, kakhéti) en Géorgie orientale a été créée en 580 après l'abolition de la royauté par le Chah sassanide d'Iran par des descendants de la dynastie royale des Chosroïdes d'Ibérie à laquelle a succédé la dynastie dite des Chorévêques, puis celle des Kyriacides. Après fusion avec la principauté d'Héréthie, la Kakhétie est devenue un royaume qui a maintenu son indépendance jusqu'à son annexion en 1105 par le roi David IV de Géorgie.
Un royaume de Kakhétie a été reconstitué en 1490 pour une branche de la dynastie des Bagratides après la dislocation du royaume unitaire de Géorgie.

## Princes de Kakhétie

### Chosroïdes
- 580-637 : Adarnasé Ier, prince d'Ibérie en 627 ;
- 637-650 : Étienne Ier (Étienne II ou Stéphanos II, prince d'Ibérie) ;
- 650-684 : Adarnasé II, prince d'Ibérie ;
- 685-736 : Étienne II (Stéphanos III d'Ibérie) ;
- 736-741 : Mirian Ier ;
- 736-786 : Artchil Ier le Martyr ;
- 786-790 : Ioané ;
- 786-807 : Djouanscher Ier.

### Chorévêques
- 786-827 : Grigol ou Grégoire Ier ;
- 827-839 : Vatché Ier Kvaboulidzé ;
- 839-861 : Samuel Ier Donaouri ;
- 861-881 : Gabriel Ier Donaouri, neveu du précédent ;
- 881-893 : Phadla Ier Arévmanéli.

### Kyriacides
- 893-918 : Kviriké Ier ;
- 918-929 : Phadla II ;
- 929-976 : Kviriké II ;
- 976-1010: David ;
  - 1010-1014 : occupation par Bagrat III de Géorgie ;
- 1014-1029 : Kviriké III le Grand, fils de David ;
- 1029-1039 : annexion temporaire au royaume de Géorgie.

## Rois de Kakhétie et d'Héréthie

### Bagratides
- 1039-1058 : Gagik Ier, fils de David Anholin, roi de Lorri, et de Zorakerstel, sœur de Kviriké III ;
- 1058-1084 : Aghsartan Ier, son fils ;
- 1084-1102 : Kviriké IV son fils ;
- 1102-1105 : Aghsartan II.

Annexion géorgienne. Pour les souverains ultérieurs, voir la Liste des souverains de Géorgie.
- 1490-1511 : Alexandre Ier ;
- 1511-1513 : Georges Ier le Mauvais ;
  - 1513-1520 : interrègne : occupation par le Karthli ;
- 1520-1574 : Léon Ier ;
- 1574-1602 : Alexandre II ;
- 1602-1602 : David Ier ;
- 1602-1605 : Alexandre II, rétabli ;
- 1605-1605 : Constantin Ier Khan ;
- 1605-1614 : Teimouraz Ier ;
- 1614-1615 : Jessé Isa-Khan, anti-roi ;
- 1615-1616 : Teimouraz Ier, pour la deuxième fois ;
  - 1616-1623 : Paykar-Khan, vice-roi iranien ;
- 1623-1633 : Teimouraz Ier, pour la troisième fois ;
  - 1633-1636 : Sélim Khan, vice-roi iranien ;
- 1636-1648 : Teimouraz Ier, pour la quatrième fois ;
- 1648-1656 : Rostom Ier Khoshrow-Mirza, roi de Karthli ;
  - 1656-1659 : Sélim Khan, vice-roi iranien (pour la seconde fois) ;
  - 1659-1664 : Mourtaz-Ali-Khan, vice-roi iranien ;
- 1664-1675 : Artchil Ier Shah-Nazar-Khan ;
- 1675-1676 : Héraclius Ier Nazar-Ali-Khan ;
  - 1677-1683 : Bejan-Khan  (Gordjaspi Kakhabrichvili), renégat géorgien et vice-roi iranien ;
  - 1683-1688 : Kalb-Ali-Khan, vice-roi iranien ;
- 1688-1703 : Héraclius Ier Nazar-Ali-Khan, roi de Géorgie ;
  - 1688-1694: Abaz-Quouli-Khan, gouverneur iranien de Gandja ;
  - 1695-1703: Kalb-Ali Khan, gouverneur iranien ;
- 1703-1722 : David II Imam-Qouli-Khan ;
- 1722-1732 : Constantin II Mahmoud-Qouli-Khan ;
- 1732-1736 : Teimouraz II ;
- 1736-1738 : Alexandre III Nazar-Ali-Mirza ;
- 1738-1744 : Teimouraz II, second règne, roi de Géorgie ;
- 1744-1762 : Héraclius II, roi de Géorgie.

Union de la Kakhétie et du Karthli pour former le royaume de Géorgie.